# Horst A. Fechner
Horst Fechner (* 1935 in Bochum; † 15. September 1996 in Bielefeld) war ein deutscher Schauspieler. Fechner starb im Alter von 61 Jahren an einer Lungenentzündung.

## Filmografie
- 1967: Am Tresen
- 1983: Geschichten aus der Heimat (Fernsehserie) Folge: Die Karpfenbeichte
- 1983–1984: 6 Richtige
- 1984: Werbung macht’s möglich (4 Folgen, WDR Schulfernsehen)
- 1985: Didi und die Rache der Enterbten
- 1986: Großstadtrevier
- 1986: Grubenunglück auf Zeche Grimberg
- 1986–1987: Detektivbüro Roth
- 1987: Gegen die Regel
- 1987: Hafendetektiv
- 1988: Geschichten aus der Heimat (Fernsehserie) Episode: Die neuen Nachbarn
- 1989: Brausepulver – Berta und die Stürmer
- 1991: Tatort – Bis zum Hals im Dreck
- 1991: Die Blattlaus
- 1994–1995: Einsatz für Lohbeck
- 1995: Und tschüss!
- 1996–1997: Balko Staffel 2